# Cyrtarachne tricolor
Cyrtarachne tricolor är en spindelart som först beskrevs av Carl Ludwig Doleschall 1859.  Cyrtarachne tricolor ingår i släktet Cyrtarachne och familjen hjulspindlar. Utöver nominatformen finns också underarten C. t. aruana.